# Isozinara pallidifascia
Isozinara pallidifascia är en fjärilsart som beskrevs av Antonius Johannes Theodorus Janse 1964. Isozinara pallidifascia ingår i släktet Isozinara och familjen snigelspinnare. Inga underarter finns listade i Catalogue of Life.